# Дес Тайсон
Дес Тайсон (англ. Des Tyson; нар. 26 вересня 1965) — колишній австралійський тенісист.
Найвищу одиночну позицію світового рейтингу — 218 місце досяг 27 липня 1987, парну — 71 місце — 26 січня 1987 року.
Найвищим досягненням на турнірах Великого шолома були чвертьфінали в парному та змішаному парному розрядах.

## Титули на челленджерах

### Парний розряд: (3)
| Ранг | Рік  | Турнір                        | Покриття | Партнер      | Суперники                          | Рахунок       |
| ---- | ---- | ----------------------------- | -------- | ------------ | ---------------------------------- | ------------- |
| 1.   | 1986 | Травемюнде, Західна Німеччина | Ґрунт    | Джим П'ю     | Генрі де Вет Хесус Колас           | 4–6, 6–3, 6–4 |
| 2.   | 1987 | Тампере, Фінляндія            | Ґрунт    | Давід Енгель | Крістер Аллгард Джордж Каловелоніс | 6–3, 3–6, 6–3 |
| 3.   | 1989 | Брисбен, Австралія            | Тверде   | Бретт Кастер | Шейн Барр Тед Шермен               | 7–6, 6–4      |